# Добыча золота на Кубе
Добыча золота на Кубе - одна из исторических отраслей экономики Кубы.

## История
Добыча золота на острове Куба началась населявшими остров индейцами-земледельцами таино ещё до появления здесь в 1494 году экспедиции Х. Колумба (в ходе археологических раскопок обнаружены сделанные ими золотые украшения, изготовленные методом холодной ковки самородного золота).
В 1511 году началось завоевание острова испанскими конкистадорами. В следующем, 1512 году здесь было основано первое поселение — Асунсьон, а к 1532 году здесь было уже семь городов. Колонизация сопровождалась истреблением местного индейского населения (к 1537 году их осталось около 5—6 тысяч, а к середине XVI века - по разным данным, от пяти тысяч до нескольких сотен человек).
В связи с нехваткой рабочей силы, начинается ввоз негров-рабов, труд которых использовали на рудниках (в том числе, для добычи золота), табачных и сахарных плантациях (первая партия из 500 человек прибыла в 1524 году, в дальнейшем их количество увеличивается).
В 1512 - 1539 годы испанцы активно добывали здесь золото и вывозили его в метрополию, но в дальнейшем началось истощение месторождений. В результате, уже к концу 1570-х годов на острове появились крупные скотоводческие хозяйства (а позднее - плантации сахарного тростника и табака), которые в дальнейшем стали основой экономики острова (хотя следует отметить, что случаи обнаружения золота имели место и позднее, и поиски новых золотых месторождений продолжались и в последующее время).
В 1890е годы основой экономики острова являлись сахарные, табачные и кофейные плантации, а добыча золота на протяжении двухсот последних лет уже не имела значения.
В начале 1950х годов считалось, что на острове ещё есть золото, однако содержание металла в рудах известных месторождений невысокое и потому добывать его нецелесообразно.
В ноябре 1960 года было заключено соглашение о проведении советскими специалистами геологоразведочных работ на Кубе. В дальнейшем, СССР начал оказывать помощь Кубе в развитии горнодобывающей, металлургической и других отраслей промышленности. В начале 1980х годов упоминалось о наличии золота в жилах месторождения Нуэво-Потоси севернее города Ольгин, в месторождении Делита на острове Хувентуд и в других местах.
В середине 2000-х годов добыча золота велась в провинции Пинар-дель-Рио (месторождение Кастельянос разрабатывается государственной компанией «Geominera»; объём производства составляет около 500 кг в год).